# Lúcio Costa
Pour les articles homonymes, voir Costa.
Lúcio Marçal Ferreira Ribeiro Lima Costa (né à Toulon, le 27 février 1902 - mort à Rio de Janeiro, le 13 juin 1998) est un architecte et urbaniste brésilien, rattaché au mouvement d'architecture moderne.

## Biographie
Fils d'un diplomate d'origine brésilienne alors en poste en France,, il est scolarisé en Angleterre, puis en Suisse jusqu'en 1916, Lucio Costa était ensuite étudiant à l'école des Beaux Arts de Rio de Janeiro où il obtient en 1924 le diplôme d'architecte.
Il est l'auteur, ou participe à de nombreux équipements publics au Brésil, tels que le ministère de l'Éducation et de la Santé de Rio de Janeiro (1936-1943), conçu sur un dessin de Le Corbusier et réalisé par Costa en compagnie d'autres architectes : Carlos Leão, Ernani Vasconcellos, Affonso Eduardo Reidy, Oscar Niemeyer ; ou le Monument à Estácio de Sá à Rio de Janeiro. Il est également l'auteur du Park Hôtel à Nova Friburgo (État de Rio de Janeiro) (1940-1944) et des immeubles Nova Cintra, Bristol et Caledônia à Rio de Janeiro (1948-1954).
Il doit cependant sa célébrité avec le Plan pilote, plan d'urbanisme de la nouvelle capitale administrative du Brésil : Brasilia. Ayant remporté le concours en 1957, Lucio Costa en fut l'urbaniste en chef, sur un plan articulé autour de deux axes orthogonaux. Les principaux édifices publics de la capitale furent quant à eux réalisés par Oscar Niemeyer.

## Autres réalisations
- 1954 - Maison du Brésil conçue par Le Corbusier et Lucio Costa à la Cité internationale universitaire de Paris